# Lizak leśny
Lizak leśny (Gyrophaena nitidula) – gatunek chrząszcza z rodziny kusakowatych i podrodziny rydzenic.

## Taksonomia
Gatunek ten opisany został po raz pierwszy w 1810 roku przez Leonarda Gyllenhaala pod nazwą Aleochara nitidula.

## Morfologia
Chrząszcz o wydłużonym ciele długości od 2,6 do 3 mm. Głowa jest błyszcząco czarna, 1,7 raza szersza niż dłuższa, zaopatrzona w wyłupiaste oczy. Barwa czułków jest ciemna z wyjątkiem żółtych członów nasadowych. Człony w środkowej części czułków nie są wyraźnie poprzeczne. Przedplecze również jest błyszcząco czarne, płaskie, poprzeczne, o szerokiej krawędzi nasadowej. Pokrywy są czerwonożółte do brązowożółtych z zaczernionymi okolicą tarczki i kątami zewnętrznymi. Długość pokryw jest znacznie większa niż przedplecza. Ku ich tylnym kątom pojawiają się chropowatości. Kolor odnóży jest żółty do pomarańczowego. Odwłok ma ubarwienie czarne z żółtobrązowo rozjaśnionymi tylnymi krawędziami tergitów.

## Ekologia i występowanie
Owad rozmieszczony głównie na terenach pagórkowatych, podgórskich i górskich. Zasiedla lasy. Bytuje w owocnikach grzybów naziemnych i nadrzewnych.
Gatunek palearktyczny. W Europie znany jest z Francji, Belgii, Niemiec, Austrii, Włoch, Szwecji, Polski, Czech, Słowacji, Węgier, Ukrainy, Rumunii, Bułgarii, Chorwacji oraz Bośni i Hercegowiny, a w Azji z syberyjskiej części Rosji i anatolijskiej części Turcji.